# 625

625(육백이십오)는 624보다 크고 626보다 작은 자연수다.

## 수학
- 합성수로 그 약수는 1, 5, 25, 125, 625다. 진약수의 합은 156이므로, 625는 부족수다.
- 25번째 제곱수(252)다. 앞의 제곱수는 576, 다음 제곱수는 676이다.
- 5번째 네제곱수(54)다. 앞의 네제곱수는 256, 다음 네제곱수는 1296이다.
- 피타고라스 삼조의 빗변의 길이이다. ({\displaystyle 336^{2}+527^{2}=625^{2}})[a]
- {\displaystyle 625=73+79+83+89+97+101+103}
  - 연속하는 소수(素數) 7개의 합으로 나타낼 수 있으며, 이 성질을 지닌 앞의 수는 593, 다음 수는 659다.
- {\displaystyle 625=7^{2}+24^{2}=15^{2}+20^{2}}
  - 서로 다른 두 자연수의 제곱합으로 나타내는 방법이 두 가지인 수다.
  - 연속하는 두 개의 {\displaystyle 5n}({\displaystyle n}은 자연수)의 제곱합으로 나타낼 수 있으며, 이 성질을 지닌 앞의 수는 325, 다음 수는 1025다.
- {\displaystyle 625={\frac {5}{8}}\times 10^{3}={\frac {1}{16}}\times 10^{4}}
- {\displaystyle 57^{20}-1}은 625로 나누어떨어진다.

## 과학
- NGC 625(영어판): 봉황자리 방향에 있는 왜소 막대나선은하.

## 교통

### 철도
- 서울 지하철 6호선 대흥역의 역번호.

### 도로
- 국도 제625호선
  - 스페인 625번 국도(스페인어판)
- 기타 도로
  - 625번 지방도: 충청남도 부여군 세도면 가회리에서 공주시 우성면 도천리까지 이어지는 대한민국의 지방도.
  - 현도 제625호선

## 군사
- U-625(영어판, 독일어판): 제2차 세계 대전에 사용된 나치 독일의 군용 잠수함.

## 문화유산
- 대한민국의 보물 제625호: 황남대총 북분 은제 관식

## 기타
- 날짜: 6월 25일
  - 6·25 전쟁 (1950년)
  - 6·25 사이버 테러 (2013년)
- 연도: 625년, 기원전 625년